# عملية دهس القدس 2008
عملية دهس القدس 2008 هي عملية نفذها فلسطيني بسيارته البي إم دبليو في 22 سبتمبر 2008 ضد مجموعة من الجنود الإسرائيليين خارج الخدمة في القدس، مما أسفر عن إصابة 19 منهم، ووفقًا لمركز ستراتفور للدراسات الاستراتيجية فإن هذا الهجوم يمثل تكتيك جديد في العمليات الفلسطينية التي تعتبر أقل فتكًا ولكن أكثر صعوبة في توقعها ومنعها من العمليات التفجيرية.

## وصلات خارجية
- 13 Israeli Soldiers Hurt in Palestinian Vehicle Attack - published on Fox News on 22 September 2008
- 13 hurt by vehicle attack in Israel; driver killed - published on USA Today on 22 September 2008
- Troops hurt in Jerusalem car attack - published on Aljazeera on 23 September 2008
- 17 hurt as terrorist plows car into Jerusalem crowd - published on Haaretz on 22 September 2008